# 메뚜기론
메뚜기론 또는 황충론(蝗蟲論)은 홍콩에서 중국 본토 사람들을 폄하하는 민족적 모욕어이다. 이 모욕적인 발언은 홍콩의 시위, 소셜 미디어, 지역주의 출판물에서 자주 사용되며, 특히 중국 본토 관광객, 이민자, 병행 무역자, 민주주의 운동이 주제로 포함될 때 그렇다.

## 기원

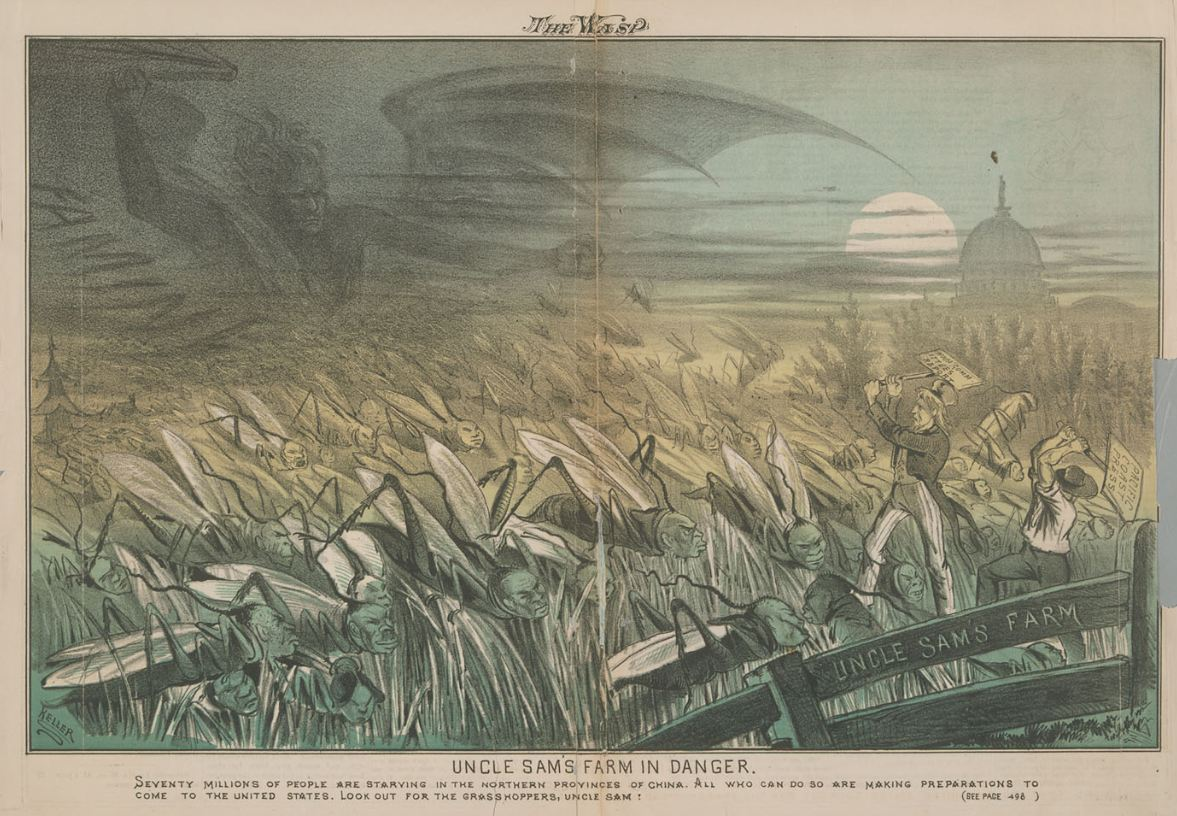
1878년 유화로 그린 미국 내 중국 이민자를 메뚜기로의 묘사

1901년 영국 상인 아치볼드 존 리틀은 프랑스 가톨릭 사제 아르망 다비드가 표현한 중국인을 메뚜기에 비유한 표현을 기록했다. 리틀은 그의 책, 오미산과 그 너머: 티베트 국경 여행 기록에서 중국인들에 대한 데이비드의 적대감을 언급했다.
... 중국인들이 침투하는 모든 푸른 것들을 파괴하려는 메뚜기 같은 성향에 대해서, 나무가 없어지면 덤불과 수풀이, 그다음에는 풀이, 마지막으로 뿌리가, 마침내 비가 오랜 세월 축적된 흙을 씻어내고 척박한 바위만 남게 된다...

## 같이 보기
- 지나
- 황화론